# Ariolica triangulifera
Ariolica triangulifera is een vlinder uit de familie van de visstaartjes (Nolidae). De wetenschappelijke naam van de soort is voor het eerst geldig gepubliceerd in 1888 door Moore.